# Laoac
Laoac (Bayan ng Laoac) är en kommun i Filippinerna. Kommunen ligger på ön Luzon, och tillhör provinsen Pangasinan. Folkmängden uppgår till 26 723 invånare.

## Barangayer
Laoac är indelat i 22 barangayer.
| - Anisca - Balligi - Banuar - Botique - Caaringayan - Domingo Alarcio (Cabilaoan East) - Cabilaoan West - Cabulalaan - Calaoagan - Calmay - Casampagaan | - Casanestebanan - Casantiagoan - Inmanduyan - Poblacion (Laoac) - Lebueg - Maraboc - Nanbagatan - Panaga - Talogtog - Turko - Yatyat |